# Шлях (дорога)

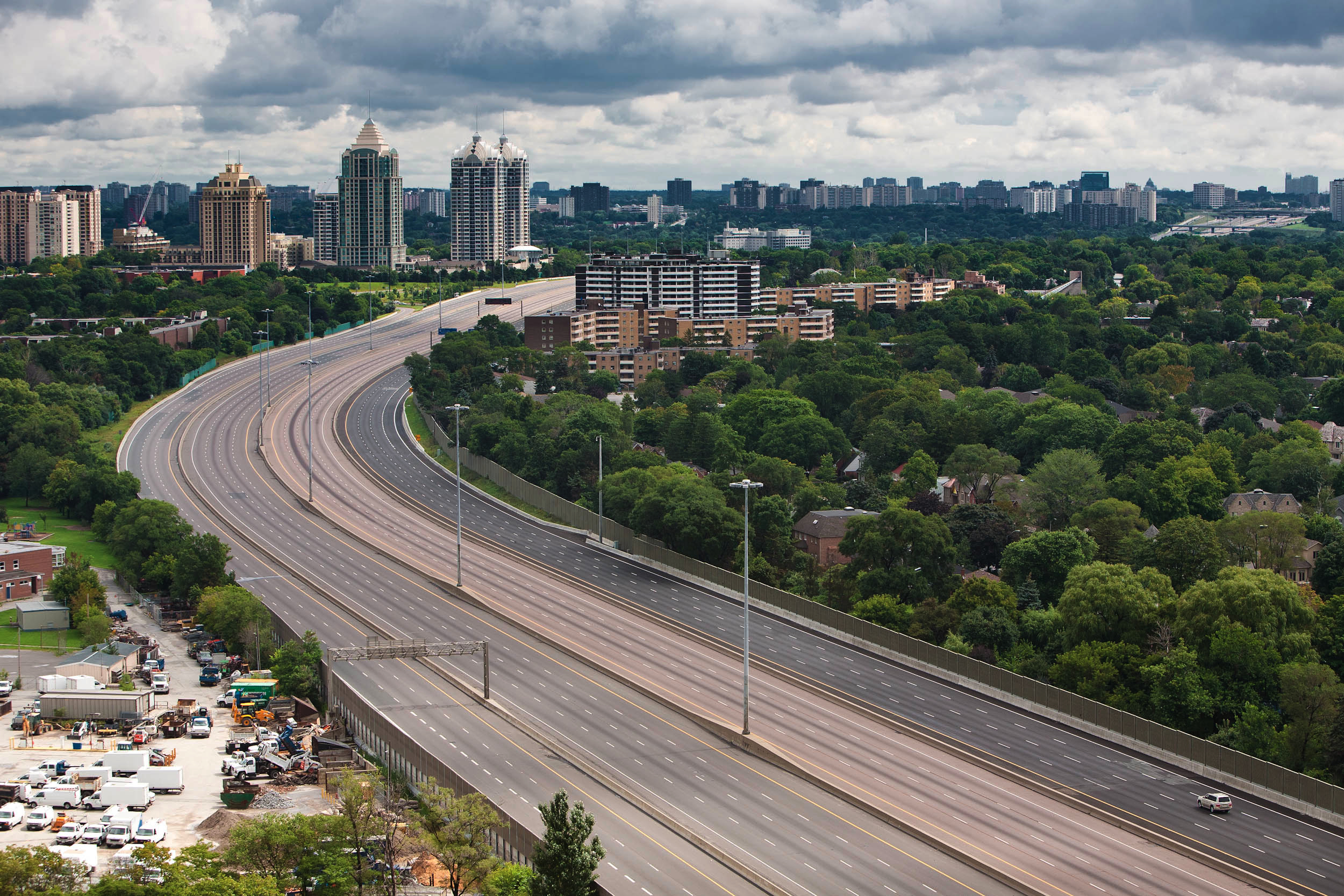
Автомагістраль 401 в Онтаріо, Канада

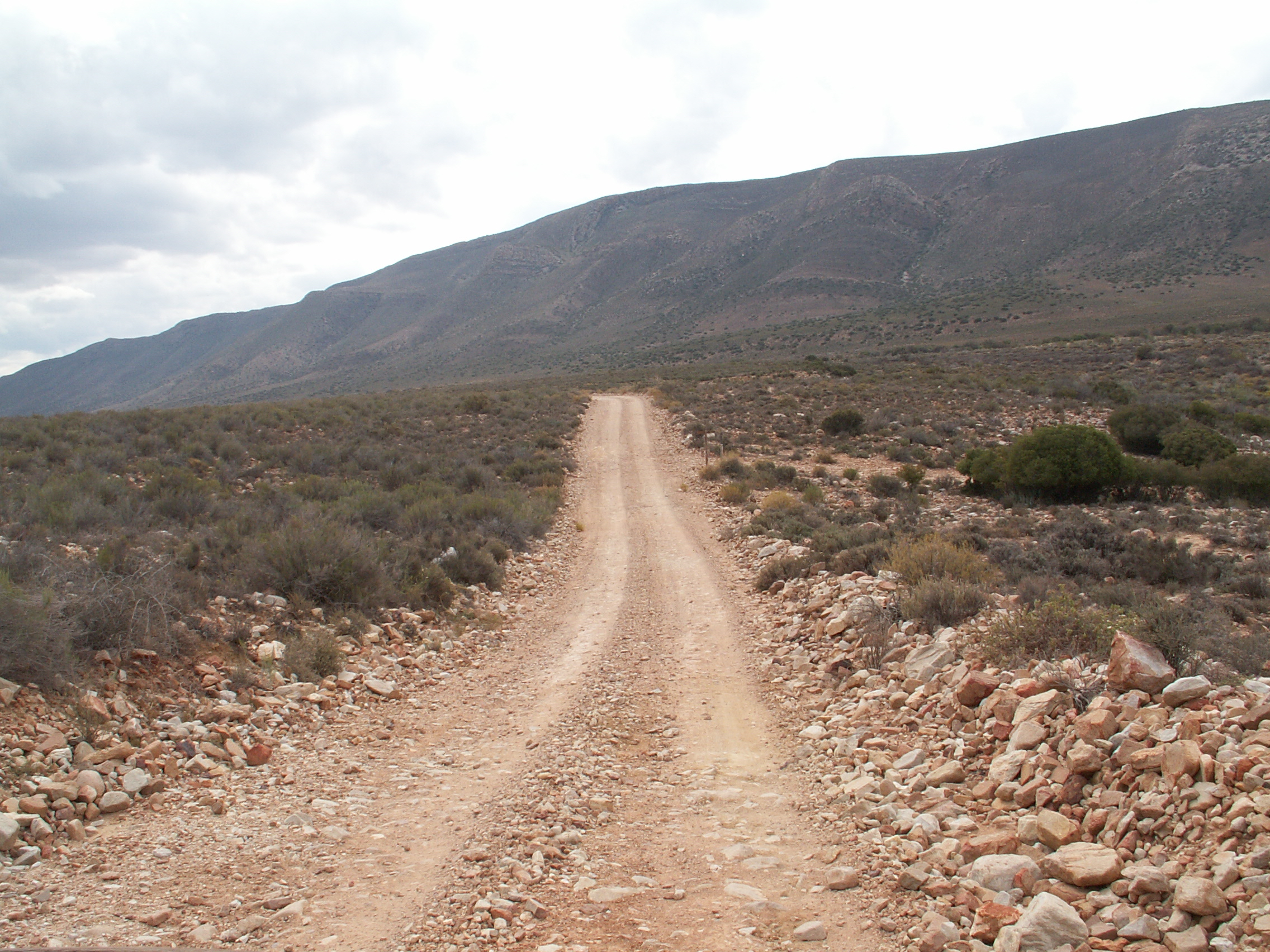
Дорога в Південній Африці, 2004

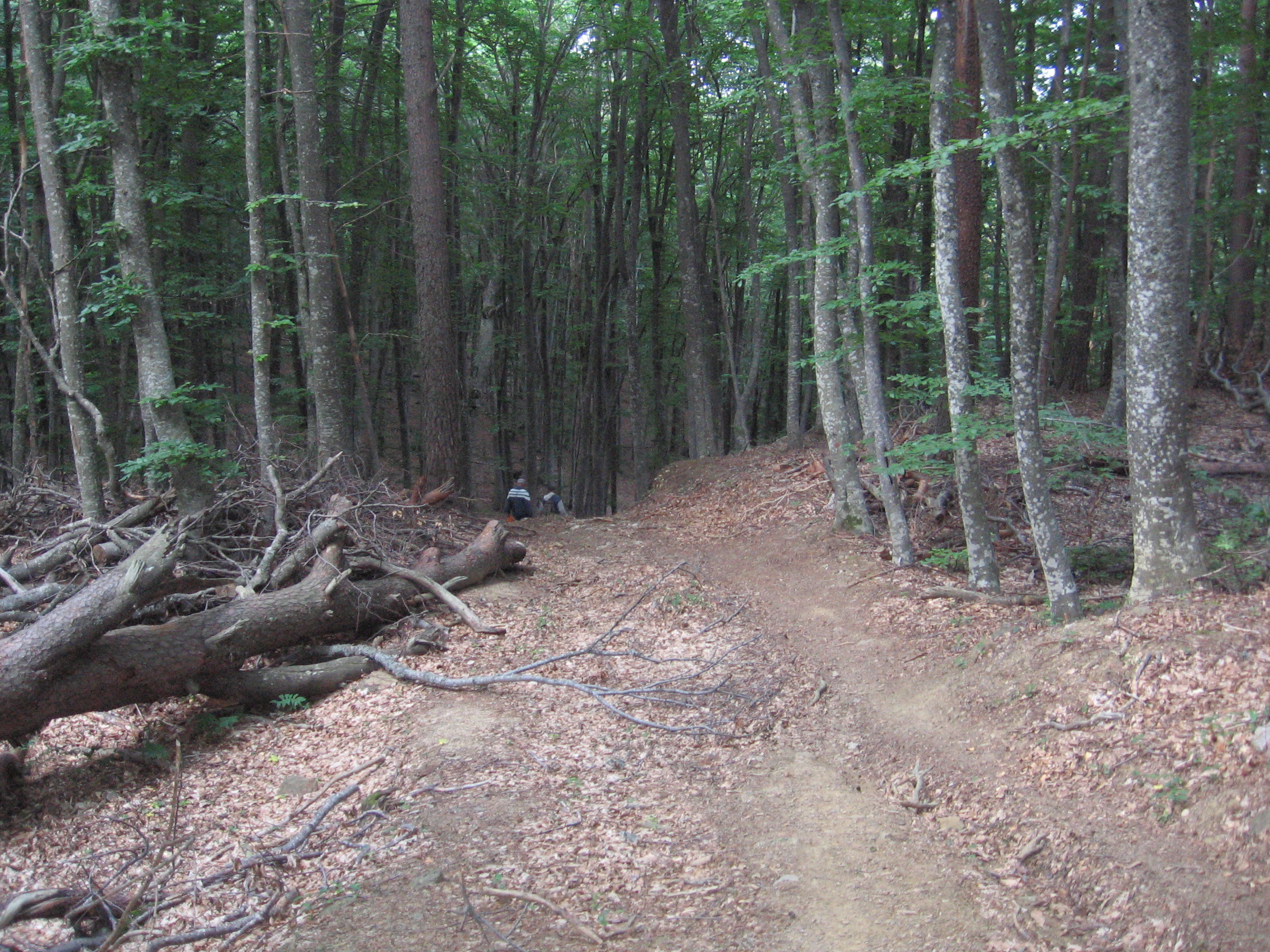
Лісова дорога. Крим. Україна.

Шлях заст. гости́нець — широка, велика дорога, призначена для їзди, путь між двома точками, місце, простір, яким відбувається пересування, сполучення. Манівці́ — кружний, обхідний шлях.
Розрізняють автошлях, залізничний, трамвайний, водний, морський, повітряний, річковий шлях тощо.
Дороги складаються з однієї або двох проїжджих частин, кожна з яких має одну або кілька смуг та будь-які пов'язані з нею тротуари та узбіччя доріг.

## Назва
Дорога, побудована з природного ґрунту (чи ґрунту з добавками інших матеріалів) називається ґрунтовою дорогою (розм. «ґрунтовка»). Дорога, що проходить по полю, без покриття, називається польовою дорогою чи путі́вцем. Дороги (а також вулиці) з кам'яним покриттям зовуться бруківками. Широка уторована дорога (зазвичай брукована) називається битою дорогою (битим шляхом). Великий битий шлях у діалектах відомий як гостинець. Шосе (автомобільна дорога) — дорога з асфальтовим, цементно-бетонним чи щебеневим покриттям, дорога для автомобілів (автострада) — широкий бетонований шлях для масового автомобільного руху, автомагістраль — дорога, яка не має перетинів в одному рівні з іншими транспортними спорудами. Алея — дорога, обсаджена з обох боків деревами чи кущами.

### Етимологія
Слово шлях походить з германських мов (можливо, через пол. szlach): нім. Schlag («удар»), сер.-н.-нім. slach («удар, слід», «дорога»), розвиток семантики стався аналогічно укр. бита дорога. Виведення від нім. Schlich («лазівка»), Schleichweg («кружна дорога», «таємний шлях», «тропа») викликає сумнів.
Згідно з думкою Костянтина Тищенка, українське слово шлях походить від араб. șalāḫ — «правильний напрям».
Слово дорога походить від прасл. *dorga, утвореного від *dьr̥gati («дергати, тягти, рвати»); припускається первісне значення «розчищене в лісі місце». Менш переконливо порівняння *dorga з швед. dråg («довга вузька западина в ґрунті, низина, долина»), норв. drog (так само, «стежка», «слід тварини»), гот. dragan, дав.-ісл. draga, давн-англ. dragan, англ. to draw («тягти»), що зводяться до пра-і.є. dherāgh- («тягти»).
Застаріле путь походить від прасл. *pǫtь, що сходить до пра-і.є. *pont- («дорога», «брід», «міст»), пов'язаного чергуванням голосних з коренем *pent- («ступати, йти»).

## Цікаві факти
У Швейцарії виявлено відтинок дороги, вимощений колодами ще у 1700 році до н. е. У Голландії такі настили з'явились на двісті років пізніше. Матір'ю сучасних доріг вважається майже метрової товщини кам'яна дорога, вимощена у Стародавньому Римі 312 року до н. е. Загалом мережа головних доріг із твердим покриттям, що оповила територію Римської імперії, налічувала 300 000 кілометрів.

## Дороги в Україні
У 2018 році дорожня галузь пережила багато нововведень, багато з яких розраховані на довгострокову перспективу виконання. Зокрема, в 2019 році продовжується робота над реалізацією «Програми розвитку доріг 2018—2022». Важливим проривом є проєкт Go Highway — транснаціонального транспортного коридору по з'єднанню українських чорноморських портів Одеси та Миколаєва з польським Гданськом.